# Kindadräkten
Kindadräkten är en folkdräkt (eller bygdedräkt) från Kinda härad i Östergötland.
Fram till början av 1600-talet tillhörde Kinda Härad Småland. Här finns spår av ett likartat dräktskick på ömse sidor om landskapsgränsen. I början av 1920-talet började dräktdelar och information om Kindadräkten samlas in. För mycket av arbetet svarade Allan Mannerberg och C G Lindqvist. Idag finns både en manlig och en kvinnlig rekonstruerad dräkt från Kinda.